# Paisaje cultural del Risco Caído y montañas sagradas de Gran Canaria
El Paisaje Cultural de Risco Caído y las Montañas Sagradas de Gran Canaria es un paisaje cultural que se declaró Patrimonio Mundial de la UNESCO el 7 de julio de 2019, en la 43.ª sesión del Comité de Patrimonio Mundial de la UNESCO. Está ubicado en el centro montañoso de Gran Canaria (Canarias, España), y ocupa casi la totalidad de la cuenca de Tejeda, el macizo de Tamadaba y una parte del cauce de Barranco Hondo, territorio que ocupa en conjunto una superficie de 18 000 ha y que abarca los municipios de Artenara, Tejeda, Gáldar y Agaete. Es el primer bien Patrimonio Mundial de la isla de Gran Canaria y de la provincia de Las Palmas y el quinto del archipiélago canario. En 2017 fue declarado Bien de Interés Cultural con categoría de Zona Arqueológica.

## Paisaje cultural
El Paisaje Cultural alberga un conjunto de manifestaciones y obras bien conservadas pertenecientes a una cultura insular desaparecida, los aborígenes canarios, que evolucionó en aislamiento a partir de la presencia, al principio de la Era, de pueblos bereberes o amaziges de procedencia norteafricana, hasta su conquista por la Corona de Castilla, a finales del siglo XV, al margen de algunos esporádicos contactos con las islas, en el siglo XIV, de los marinos del sur de Europa en busca de las nuevas rutas de las especias y del comercio de esclavos.
El Paisaje Cultural ocupa una extensa zona montañosa del centro de la isla que acoge un conjunto de expresiones únicas en el seno de la colosal Caldera de Tejeda, una “tempestad petrificada” como la denominó Miguel de Unamuno:

"“Pasando senderos cortados a pico en abruptos y escarpados derrumbaderos, dimos vista al valle de Tejeda. El espectáculo es imponente. Todas aquellas negras murallas de la gran caldera, con sus crestas, que parecen almenadas, con sus roques enhiestos, ofrecen el aspecto de una visión dantesca. No otra cosa pueden ser las calderas del Infierno que visitó el florentino. Es una tremenda conmoción de las entrañas de la tierra; parece todo ello una tempestad petrificada, pero una tempestad de fuego, de lava, más que de agua”
Miguel de Unamuno

Se trata de un amplio conjunto de yacimientos arqueológicos – poblados trogloditas, templos, graneros fortificados, cuevas pintadas y estaciones de grabados – como el de Risco Caído y otros como el Roque Bentayga, la “Cueva de los Candiles” en el risco de Chapín o la Mesa de Acusa.

## Risco Caído
Como Risco Caído concretamente se reconoce a un conjunto de cuevas localizadas en la margen izquierda de Barranco Hondo, que separa los actuales municipios de Artenara y Gáldar. A unos 100 metros de altura con respecto al fondo del barranco en un saliente del mismo se encuentran excavadas dichas cuevas.
El yacimiento consiste en 21 cuevas excavadas en la roca volcánica del cantil del barranco. Dichas cuevas tuvieron uso habitacionales y agrario-ganadero al menos durante 600 años, especulándose que estuvieron ocupadas hasta principio del siglo XX.

#### Almogarén o santuario de Risco Caído
Además de los usos citados, la cueva conocida como C6 se supone que era un almogarén o lugar de reunión de los Faycanes (sacerdotes canarii). La cueva tiene la particularidad de su estructura abovedada (caso único en las islas) y contar con un orificio artificial que al recibir la luz del amanecer produce un efecto óptico peculiar sobre las imágenes impresas en la pared de la cueva. Los dibujos de triángulos (posiblemente representaciones de pubis) hacen suponer de que se trata de un templo dedicado a la fertilidad. Se considera también que fue utilizado como observatorio astronómico por los aborígenes.

## Críticas y controversias
La inclusión de Risco Caído en la lista del Patrimonio Mundial de la UNESCO ha sido criticado por ciertos sectores, tales como el matemático José Barrios que considera la falta de sustento científico como para considerarlo realmente un observatorio astronómico aborigen o la sobreprotección institucional de este enclave frente a otros de Gran Canaria como el yacimiento arqueológico de Cuatro Puertas. También el geógrafo Eustaquio Villalba, ha puesto en cuestión la existencia de un observatorio astronómico en Risco Caído. Ambos critican además que un solo artículo ―que consideran con «poca base científica»―, escrito por el descubridor del yacimiento, Julio Cuenca, haya bastado para tal declaración internacional.
Según Barrios: «no existe ningún estudio científico que sustente la hipótesis arqueoastronómica» ―motivo fundamental por el que el yacimiento fue declarado Patrimonio de la Humanidad―. Alude que tampoco existen los marcadores astronómicos que ratificarían esta teoría y que «no existe un solo informe técnico publicado que sustente alguna de estas afirmaciones».